# Lykaia
Pour le thriller, voir Lykaia (roman).
 (septembre 2023).
Si vous disposez d'ouvrages ou d'articles de référence ou si vous connaissez des sites web de qualité traitant du thème abordé ici, merci de compléter l'article en donnant les références utiles à sa vérifiabilité et en les liant à la section « Notes et références ».

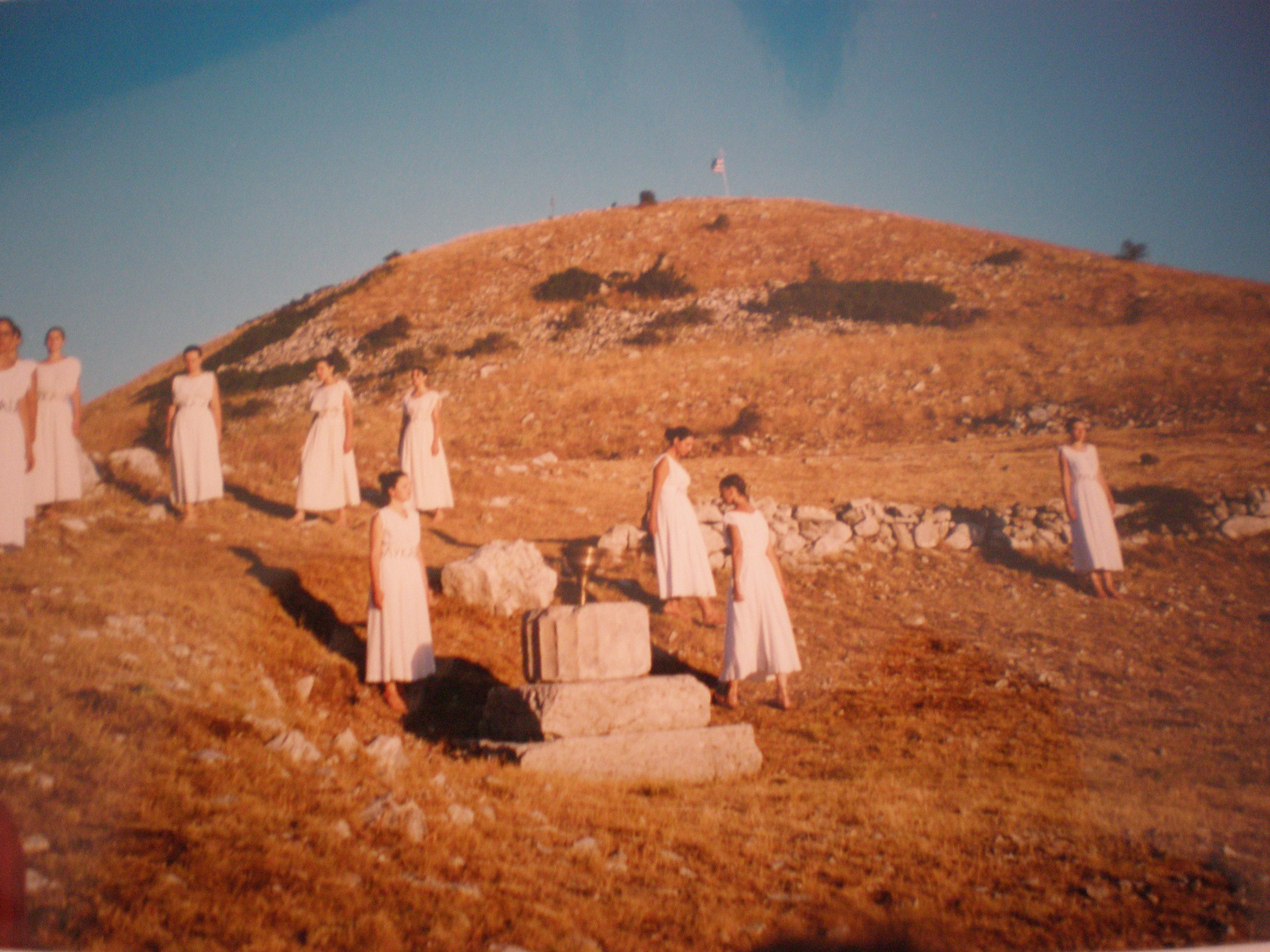
L'allumage de la flamme à Lykaia en août 2005.

Dans la Grèce antique, les lykaia (en grec ancien λυκαια / lukaia) sont une fête archaïque avec un rituel secret sur les pentes du mont Lykaion (« montagne du loup ») ou mont Lycée, le plus haut sommet d' Arcadie. 

## Rituels
Les rituels et les mythes primitifs de ce rite de passage sont centrés sur une ancienne pratique de cannibalisme et la possibilité de la transformation d’un éphèbe (adolescent de sexe masculin), participant au rite, en loup-garou. La fête avait lieu chaque année, probablement au début de Mai. Zeus prenait à cette occasion l'épithète Lykaios «loup-Zeus» et devenait le dieu auquel le rituel s’adressait.
Dans le mythe fondateur, Lycaon invite les dieux à un banquet au cours duquel il leur est servi un mets qui comprenait la chair d'un sacrifice humain, peut-être de l'un de ses fils, Nyctimos, ou de son petit-fils, Arcas. Zeus ayant renversé les tables et frappé la maison sur le mont Lycée avec un coup de tonnerre, son patronage à la Lykaia peut avoir été un peu plus qu'une formule. À la fin du IIIe siècle av. J.-C., le philosophe Porphyre signale que Théophraste avait comparé le sacrifice de la Lykaia arcadienne avec les sacrifices carthaginois au dieu Moloch.
Le rituel a été nocturne, à en juger par le nom de Nyctimos, et les rumeurs de la cérémonie qui circulaient parmi les autres Grecs ont tourné autour du thème des sacrifices humains et du cannibalisme. 

## Interprétations
Selon Platon, un clan pouvait se recueillir sur la montagne pour faire un sacrifice tous les neuf ans à Lykaios Zeus, et un seul morceau des entrailles humaines pouvait être mélangé avec un animal. Celui qui mangeait la chair humaine se transformait à son tour en loup, et ne pouvait retrouver une forme humaine que s’il ne mangeait pas de chair humaine jusqu'à ce que le prochain cycle de neuf ans ait pris fin. 
Pausanias dit du champion olympique de boxe Damarque de Parrhasie, qui avait été transformé en un loup au sacrifice à Zeus Lykaios, qu'il ne fut changé une nouvelle fois en un homme que dans la neuvième année qui suivit. Burkert[réf. nécessaire] affirme que, pour que Damarchus ait participé avec succès au rituel, il devait avoir été éphèbe.
Grimpant au sommet du Mont Lykaion, Pausanias a vu le tas de cendres-autel de Zeus mais, en tant que non participant au rite, il lui a été impossible de pénétrer dans l’enceinte, car il devait « laisser le lieu tel qu'il est et tel qu'il a été dès le début ». Près de l'ancien tas de cendres où les sacrifices avaient eu lieu, toute intrusion était interdite dans l'enceinte dans laquelle, selon la légende, aucune ombre n'a jamais été autorisée à pénétrer. Toute personne qui y était entrée devait être sacrifiée. 
Les jeux associés à l'achèvement satisfaisant de la Lykaia ont été supprimés vers 371 avant notre ère.

## Réhabilitation
En 1973, l'association Ano Karyes Association institue des  "Lykaios Dias", tous les quatre ans, dont 2005, 2009, 2013, 2017...